# Jens Hundseid
Jens Hundseid (ur. 6 maja 1883 w Vikedal, zm. 2 kwietnia 1965 w Oslo) – norweski polityk, członek Stortingu (1925–1945), premier Norwegii w latach 1932–1933.
W latach 1930–1938 zajmował stanowisko przewodniczącego Bondepartiet (od 1959 Senterpartiet), a w 1940 roku wstąpił do partii Nasjonal Samling, która poparła niemieckiego okupanta. Po wojnie został skazany na 10 lat więzienia, a jego wyrok został uchylony w 1949 roku.

## Życiorys

### Młodość
Ukończył szkołę rolniczą w Rogaland w 1902 roku, szkołę leśną w Kongsbergu w 1903 roku, a w 1905 roku rolnictwo w Norweskiej Szkole Rolnictwa. Następnie pracował jako nauczyciel w liceum ludowym. W latach 1910–1913 kontynuował pracę nauczyciela. W 1911 roku studiował rolnictwo w Anglii i Szkocji.
W latach 1916–1918 Hundseid był redaktorem Eidsvoll Blad i nauczycielem w wyższej szkole Eidsvoll. Od 1918 roku był dyrektorem szkoły rolniczej w Telemark i sprawował tę funkcję do 1935 roku, kiedy został mianowany starostą Buskerud. O Hundseidzie jako nauczycielu mówiono, że był „biegły” i „intensywny w nauczaniu”, ale także „pedantyczny” i „z dyscypliną pruską”.

### Storting
W 1918 roku po raz pierwszy startował w wyborach parlamentarnych. Był kandydatem Norweskiego Związku Rolników, ale przegrał z liberlanym kontrkandydatem Gunnarem Knudsenem (1848–1928). Hundseid początkowo stanowczo sprzeciwiał się oddzieleniu odrębnej partii od Związku Rolników, ale lojalnie poparł nową Partię Chłopską, kiedy została założona w 1920 roku.
Hundseidowi ostatecznie udało się zostać posłem Stortingu z okręgu Telemark w 1924 roku i zasiadł w Komitecie Społecznym. W kwestiach związanych z polityką społeczną bardzo sprowokował socjalistów twierdząc, że bezrobotni powinni mieć prawo do racji żywności zamiast zasiłków, i to w zamian np. za „zbieranie śmieci”. Później zaczął angażować się w parlamentarne debaty finansowe i gospodarcze. W 1926 roku został wiceprzewodniczącym Partii Chłopskiej, a w latach 1929–1938 pełnił funkcję jej przewodniczącego.

### Rząd Hundseida
Kiedy 7 maja 1931 roku upadł rząd Johana Ludwiga Mowinckela Hundesid, jako przewodniczący partii i lider parlamentu, uważany był za oczywistego kandydata na stanowisko premiera w rządzie Partii Chłopskiej. Jednak podczas wewnątrzpartyjnego głosowania jego rywal, Peder Kolstad z Østfold, otrzymał kilka głosów więcej, co zadecydowało o jego kandydaturze na premiera. Po wyborze Kolstada na premiera Hundseid nie otrzymał żadnego ministerstwa.
Premier Kolstad zachorował i zmarł 5 marca 1932 roku. Król Haakon VII odczekał, aż Kolstad zostanie pochowany, zanim podjął kwestię wyboru nowego premiera, a tymczasem w Partii Chłopskiej doszło do wewnętrznego sporu o to, kto powinien przejąć władzę po zmarłym Kolstadzie. Wielu w rządzie chciało, by tekę premiera objął Einar Borch (1870–1952), ale pełniący obowiązki premiera i minister spraw zagranicznych Nils Trædal (1879–1948) popierał Hundseida i to jego kandydaturę zaproponował królowi. Zarówno prawica i lewica, jak i socjalistyczna strona Partii Pracy były bardzo sceptycznie nastawione do Hundseida, a jego nominacja była bliska wywołania kolejnego kryzysu rządowego.

#### Konflikt z Quislingiem i sprawa grenlandzka
Po objęciu teki premiera Hundseid początkowo chciał zdymisjonować zarówno ministra sprawiedliwości Asbjørna Lindboe (1889–1967), jak i ministra obrony Vidkuna Quislinga (1887–1945). Sprzeciwiła się temu reszta rządu, Quisling nie chciał ustąpić a bronili go zarówno Nils Trædal, jak i Jon Sundby (1883–1972). Hundseid ostatecznie poddał się i pozostawił Quislinga na stanowisku, przez co skład rządu był prawie identyczny ze składem rządu Kolstada. Jednak walka o władzę doprowadziła do dożywotniej niechęci między Quislingiem a Hundseidem.
Nowy premier odziedziczył po Kolstadzie także problematyczną sprawę wschodniej Grenlandii. Norwescy traperzy zajęli wschodnie wybrzeże wyspy i ogłosili je terytorium Norwegii.
Podczas debaty w Stortingu w 1933 roku Johan Ludwig Mowinckel i zażądał zmian w polityce fiskalnej, a Partia Pracy wystąpiła z wnioskiem o wotum nieufności, które zostało odrzucone w pierwszym czytaniu. 23 lutego 1933 roku liberalna partia Venstre wystąpiła z własnym wnioskiem o wotum nieufności, które zostało przyjęte głosami Partii Lewicy i Partii Pracy, co zmusiło Hundseida do złożenia dwa dni później rezygnacji – Hundseid ustąpił 25 lutego 1933 roku.
Rząd Hundseida został zastąpiony przez trzeci rząd Mowinckela, a Hundseid powrócił do parlamentu i funkcji przewodniczącego partii. Miesiąc po zmianie premiera Stały Trybunał Międzynarodowego Trybunału Sprawiedliwości w Hadze oświadczył, że Wschodnia Grenlandia wyrokiem sądu powraca do Danii. 4 lipca znaczna większość w Stortingu przyjęła deklarację krytyczną wobec samodzielnego postępowania rządu Hundseida w tej sprawie bez zaangażowania parlamentu. Sprawa grenlandzka została tym samym na dobre zamknięta w norweskiej polityce.

### Rząd Nygaardsvolda
Wybory w 1933 roku doprowadziły do kolejnego kryzysu parlamentarnego. Rząd Mowinckela nadal sprawował obowiązki. Ponieważ Partia Chłopska odmówiła głosowania na C.J. Hambro (1885–1964) na prezydenta parlamentu, na stanowisko powołano Johana Nygaardsvolda (1879–1952) z Partii Pracy, co doprowadziło do spekulacji o współpracy Partii Pracy z Partią Chłopską. Hundseid stwierdził, że „jeśli burżuazja nie powstrzyma proletaryzacji i wyczerpania naszej wsi, Partia Chłopska będzie musiała szukać nowych sojuszy”. Strona niesocjalistyczna osiągnęła kompromis w 1934 roku, ale wewnątrz Partii Chłopskiej nadal panowało niezadowolenie z powodu niewielkiego postępu w poprawie warunków życia ludności wiejskiej. Debata budżetowa z marca 1935 roku doprowadziła do upadku lewicowego rządu Mowinckela. Kryzys między Partią Pracy a Partią Chłopską doprowadził do powstania rządu Johana Nygaardsvolda. Dzięki Hundseidowi zawiązał się sojusz między partiami rolników i robotników, a Nygaardsvold i Hundseid stwierdzili, że „robotnicy i chłopi to ci, którzy muszą stać razem w tym kraju” i że grupy te są „determinującymi i wiodącymi liderami przyszłości w polityce”.

### II wojna światowa
Hundseid był zszokowany, gdy jego stary oponent Quisling ogłosił się premierem rządu w związku z atakiem Niemiec na Norwegię w 1940 roku, i obawiał się represji ze strony Quislinga. Hundseid uciekł ze stolicy do wiejskiego hotelu, gdzie przebywał pod fałszywym nazwiskiem. Poprosił również lekarza o dostarczenie mu szybko działającej trucizny, którą mógłby zażyć w razie spotkania z wysłannikami Quislinga. Latem 1940 roku Gustav Richert, szef departamentu ds. żywienia i rolnictwa Komisji Rzeszy, rozpoczął pracę nad reorganizacją norweskich organizacji rolniczych według modelu korporacyjnego. Odbył podróż po kraju, by spotkać się z władzami ruchu chłopskiego, a w czerwcu przybył do Hundseida, ówczesnego gubernatora okręgu Buskerud, z propozycją objęcia stanowiska prezesa nowego chłopskiego Norges Bondesamband utworzonego w miejscu starego Norges Bondelag. Hundseid odmówił objęcia stanowiska i jednocześnie jasno stwierdził, że nie był entuzjastycznie nastawiony do pracy z Quislingiem. W tym samym roku do Hundseida zwrócił się komisarz Sverre Riisnæs (1897–1988), który wkrótce przedłożył mu do podpisu oświadczenie z przeprosinami Quislinga, deklaracją gotowości zapisania się do partii Nasjonal Samling (NS) i deklaracją pozytywnych wypowiedzi o partii dla prasy. Hundseid zapisał się do NS, a po wojnie określił swoje postępowanie jako tchórzliwe. W 1943 roku przyjął stanowisko w komitecie NS i poparł plany znacznego zredukowanego samorządu lokalnego i wzmocnienia kontroli państwa.
Hundseid został aresztowany 9 maja 1945 roku i oskarżony o zdradę stanu. Sąd Apelacyjny nie stwierdził okoliczności łagodzących – nie stwierdzono, by Hundseid został zmuszony do członkostwa w partii Quislinga, i skazał go na dwanaście lat pracy przymusowej.
Odwołanie do Sądu Najwyższego doprowadziło do skrócenia wyroku do dziesięciu lat, ale sąd jednocześnie oskarżył Hundseida o oportunizm. Jego wyrok został w końcu uchylony, a Hundseid został zwolniony w 1949 roku po odbyciu czterech lat kary. Przez ostatnie 16 lat życia mieszkał w odosobnieniu w Oslo. Zmarł 2 kwietnia 1965 roku i został pochowany na cmentarzu w Buskerud.